# Adelencyrtus bimaculatus
Adelencyrtus bimaculatus är en stekelart som beskrevs av Shah Mashood Alam 1972. Adelencyrtus bimaculatus ingår i släktet Adelencyrtus och familjen sköldlussteklar. Inga underarter finns listade i Catalogue of Life.